# 李筱筠
李筱筠（Joanne H.Y.Lee），瑞士作家，歐洲華文作家協會會長，文化工作者。

## 生平
李筱筠出生於基隆， 畢業於台灣國立基隆女子高級中學、國立中正大學外文系、ESCP欧洲高等商学院 (ESCP Business School) 高階管理人才國際商務碩士班。1999年定居瑞士巴塞爾。曾任瑞士巴塞爾觀光局官方德英雙語城市導遊、瑞士台商會秘書、瑞士巴塞爾JUKIBU多語圖書館中文說故事義工、瑞士國際人道救援組織 Terre des hommes 義工。

## 著作
- 2012年出版旅遊指南《瑞士玩全指南》，台灣行遍天下，2014年、2016年再版
- 2019年出版散文集《跨境之旅》，台灣聯合線上[3]
- 2020年出版散文集《生命之歌》、《閱讀蔣勳．美的佈道者》，台灣聯合線上[4]
- 2021年出版散文集《世紀病毒 - 我在瑞士的抗疫紀實》，台灣聯合線上
- 2024年參與編輯出版歐洲華文作家協會文集《追光逐影- 直擊四十部歐洲電影》，台灣致出版(秀威)[5]